# Nollmatris
Inom matematiken är en nollmatris en matris med endast nollor som element.
Exempel på nollmatriser:
{\displaystyle 0_{1,1}={\begin{pmatrix}0\end{pmatrix}}\,\,0_{2,2}={\begin{pmatrix}0&0\\0&0\end{pmatrix}}\,\,0_{3,2}={\begin{pmatrix}0&0\\0&0\\0&0\end{pmatrix}}\,\,}
Nollmatrisen är neutralt element för addition matriser av samma format.
Dvs, i det linjära rummet av matriser med dimension {\displaystyle m\times n} över kroppen K, kallat {\displaystyle K_{m,n}}, är {\displaystyle 0_{m,n}} nollvektor.
Nollmatrisen {\displaystyle 0_{n,n}} är också avbildningsmatrisen för den linjära avbildning som avbildar alla vektorer i Rn på nollvektorn i Rm.